# Paweł Pawlikowski
Paweł Pawlikowski (n. 15 septembrie 1957, Varșovia, Polonia) este un regizor de film polonez.

## Filmografie
- 1988 Palace Life
- 1990 From Moscow to Pietushki with Benny Yerofeev
- 1992 Dostoevsky's Travels
- 1992 Serbian Epics
- 1995 Tripping with Zhirinovsky
- 1997 Lucifer over Lancashire
- 1998 Twockers
- 1998 Korespondent
- 2000 Ostatnie wyjście
- 2004 Lato miłości
- 2011 Kobieta z piątej dzielnicy
- 2013 Ida
- 2018 Războiul rece